# 哈特穆特·施赖伯
哈特穆特·施赖伯（德語：Hartmut Schreiber，1944年1月28日—），德国男子赛艇运动员。他曾代表东德参加1972年夏季奥林匹克运动会赛艇比赛，获得男子八人单桨有舵手铜牌。